# Emily Wheaton
Emily Wheaton es una actriz brito-australiana que actualmente interpreta a Amber en la serie Rush.

## Carrera
En el 2004 apareció en series como Blue Heelers y en Noah & Saskia donde dio vida a Renee.
En el 2005 apareció en varios episodios de la exitosa serie australiana Neighbours donde interpretó a la joven estudiante Sharon "Shazza" Cox.
En octubre del 2011 se unió como personaje recurrente a la serie Rush donde interpretó a Amber Crushing, la sobrina de Leon Broznic, quien llega al equipo como ayuda en el área técnica durante las operaciones.

## Filmografía
- Series de Televisión.:

| Año  | Título        | Personaje      | Notas                          |
| ---- | ------------- | -------------- | ------------------------------ |
| 2011 | Rush          | Amber Crushing | 9 episodios                    |
| 2011 | The Slap      | Jenna          | 2 episodios                    |
| 2010 | Lowdown       | Mesera         | episodio "Wasp in Translation" |
| 2005 | Neighbours    | Sharon Cox     | 7 episodios                    |
| 2004 | Blue Heelers  | Shaelyn Burke  | 2 episodios                    |
| 2004 | Noah & Saskia | Renee          | 7 episodios                    |

Películas:
| Año  | Título           | Papel        | Notas                                                         |
| ---- | ---------------- | ------------ | ------------------------------------------------------------- |
| 2010 | The Accident     | Joven Amelia | corto - junto a Eve von Bibra & Fantine Banulski              |
| 2009 | Bored Girls      | Rhianna      | corto - junto a Natalie Corvasce & Peter Davis                |
| 2008 | Buses and Trains | Sam          | corto - junto a Natasha Cunningham & Sebastian Gregory        |
| 2008 | Summer Breaks    | Vanessa      | corto - junto a Mia Wasikowska & Richard Wilson               |
| 2003 | L'envie          | Emily        | corto - junto a Tyson Goldsack, Andy McPhee & Camilla Jackson |

Teatro:
| Año  | Obra              | Personaje | Notas                                  |
| ---- | ----------------- | --------- | -------------------------------------- |
| 2000 | Sound of Music    | Brigitta  | junto a Lisa McCune & John Waters      |
| -    | Shrek the Musical | Joven     | junto a Nigel Harman & Kimberley Walsh |